# Georges Desprez
Ne doit pas être confondu avec Georges Despret.
Georges Desprez (ou Deprez selon son acte d'état civil), né à Lens le 5 mars 1903 et mort le 11 août 1980 en Argentine, est un collaborateur des Allemands pendant l'Occupation au cours de la Seconde Guerre mondiale. Soupçonné d’escroquerie au détriment des Allemands, il est déporté en Allemagne mais survit et, après guerre, il se rend à nouveau coupable de diverses escroqueries. Poursuivi pour intelligence avec l’Union soviétique et jugé en son absence, il est condamné à mort par contumace par le tribunal des forces armées le 2 décembre 1954.

## Biographie

### Germanophilie
Aventurier germanophile, Desprez se met aux services des Allemands et se démène pour en vivre de mieux en mieux. En 1940, il comparaît trois fois devant le tribunal permanent des forces armées pour insoumission et pour avoir pris le nom d'un tiers. Il bénéficie de deux non-lieux et est relaxé. Il fait un bref passage à Radio-Paris, puis est emprisonné à Montpellier en octobre 1941 en raison de son activisme pro-allemand.

### Organisation Todt
Libéré, Desprez change de région. Il travaille d'abord à la « Société métropolitaine d'entreprise » à Dinard, puis il crée à Saint-Malo sa propre société de travaux publics. Il est affilié à la Ligue française de Pierre Costantini, et fonde la section régionale de Saint-Malo du Parti national-socialiste français. Desprez va alors travailler de façon régulière pour l'Organisation Todt, l'organe de construction du Reich, faisant passer l'effectif de son entreprise de deux cents à mille ouvriers. Il s'entoure de collaborateurs qui adhèrent à des mouvements hitlériens. Il réquisitionne les locaux de la communauté religieuse des Chênes à Paramé pour y installer sa société.
Arrêté puis relâché rapidement par les Allemands en 1942, ses affaires reprennent de plus belle. Au début de l’automne 1942, il s'associe avec la firme « Kunster & Sohn » de Cologne en s'engageant à lui fournir de la main d'œuvre française. C'est à cette époque que Desprez rencontre Jacques Foccart et Henri Tournet à Rânes, dans l'Orne, pour du négoce de bois. Foccart commence, par l'entremise de Desprez, à travailler également pour l’organisation allemande Todt : grâce à des intermédiaires, deux convois de bois leur sont livrés chaque semaine.

### Les camps
En 1943, l’Organisation Todt suspecte Desprez, Foccart et Tournet d'escroquerie. Desprez est arrêté à Saint-Malo en mai 1943. Il est transféré à la prison de Rennes, où il séjourne quelques semaines. Après un passage à Compiègne, il est envoyé à Buchenwald, puis est expédié au camp de Dora où il reste six mois, puis à Harzungen, une annexe de Dora.
Il y retrouve son frère Jacques Desprez, un dentiste de l'Aisne parlant allemand, qui n'est pas arrivé par le même convoi. Ils jouent dans le camp le rôle important de deux médecins,, qui dirigent le Revier (« le commissariat »). Vers fin 1944, Paul Lagey, un médecin authentique cette fois, les rejoint. Avec l’aide de dix-huit infirmiers, ils soignent attentivement les malades. Georges Desprez permet de mettre à part cent seize prisonniers malades lors de l'évacuation du camp le 4 avril 1945, provoquant ainsi leur libération.

### Le retour en Normandie
Libéré par les Américains, Desprez revient en France, accompagné d'un ressortissant soviétique avec qui il entretient des relations étroites et suivies. Desprez est signalé à Saint-Brieuc où il travaille sur un chantier de la SNCF. Il s'installe ensuite à Argentan où il fonde une entreprise qui reconstruit certaines gares de Normandie pour la SNCF. Il est poursuivi par la justice pour « détournement de précompte » par le tribunal d'Argentan.

### L'Algérie
Desprez quitte alors Argentan et se fait une fausse identité sous le nom de Servonnat. Il trouve du travail comme chef d'une équipe de terrassement, puis devient chef de chantier en Algérie. Pour l'entreprise Satec, il y construit le barrage de Sarno dans le wilaya de Sidi Bel Abbès. En 1948, on lui confie la construction de la ligne de chemin de fer de Bône à Saint-Charles.

### La piste du renseignement
Sous son véritable nom, Desprez est condamné par contumace à la peine de mort par la cour de Justice de Paris le 16 mai 1949. Dans des conditions non élucidées par Pierre Péan, il noue des relations avec le Parti communiste français, et entretient toujours des relations avec les Soviétiques depuis son retour des camps de concentration.
Il quitte l'Algérie à la fin des années 1940. On retrouve sa trace à Lourdes, puis à Amélie-les-Bains, dans les Basses-Pyrénées. Durant l'été 1950, il monte une coopérative ouvrière de production avec le frère de sa compagne à Céret dans les Pyrénées-Orientales. Il escroque plusieurs artisans et se voit obligé de quitter la région.
Desprez revient ensuite au Tréport en Seine-Inférieure, puis à l'Hôtel Richemont à Dieppe, près de son frère, dentiste dans cette ville. Il y laisse des dettes ainsi qu'à son frère, et quitte la France précipitamment pour le Gabon. Il est embauché par la SA Hersent comme conducteur de travaux. Il est arrêté le 19 décembre 1951 pour ses escroqueries à Céret. Emprisonné à Port-Gentil, puis Libreville, il est rapatrié en France et est conduit à la maison d'arrêt de Perpignan en mars 1952. À la même époque, le tribunal de Reuilly[précision nécessaire] initie une instruction contre lui pour « intelligence avec l'ennemi » et envoie des commissions rogatoires dans l'Ouest de la France. Ce ne sont pas ses activités de collaboration ou d'escroquerie qui intéressent le ministère de l'Intérieur, mais la nature réelle de ses liens avec le PCF et l'Union soviétique. Il est finalement relâché et rejoint Paris au printemps 1953, où il trouve un logement place Saint-Augustin.
Le 22 mai 1953, Desprez crée une société de distribution d'essence dont il devient le gérant. En quelques mois, il détourne près de 150 000 francs, se fait licencier le 30 novembre et, quelques jours après, prend la fuite. En 1954, il est installé à Madrid où il est aussi soupçonné de se livrer à des activités de renseignements pour le compte d’une puissance étrangère. Un mandat d'arrêt est lancé contre lui le 19 mai 1954 par le tribunal des Forces armées. Le 2 décembre 1954, ce même tribunal le condamne à mort par contumace, ainsi qu'à la confiscation de ses biens.

## Sources
- Pierre Péan, L'homme de l'ombre, Paris, Fayard, 1990 (ISBN 2-286-04874-6 et 978-2286048747, ASIN B003UAN95K).